# Estrilda nigriloris
Estrilda nigriloris е вид птица от семейство Estrildidae.

## Разпространение
Видът е разпространен в Демократична република Конго.